# Бесхвостка

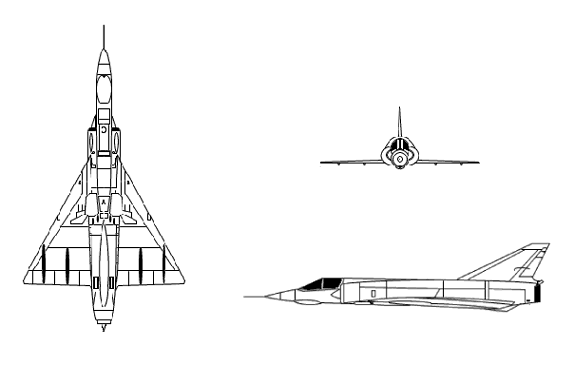
Истребитель «Мираж III», выполненный по схеме «бесхвостка»

Бесхво́стка — аэродинамическая схема планера самолёта, согласно которой у самолёта отсутствуют отдельные плоскости управления высотой, а используются только плоскости, установленные на задней кромке крыла. Эти плоскости называются элевонами и комбинируют функции элеронов и рулей высоты.
Следует отличать от утки, у которой горизонтальное оперение расположено впереди основного крыла.
Схема получила определённое распространение с появлением сверхзвуковой авиации и треугольных/дельтавидных крыльев малого удлинения.
Преимуществом такой схемы является меньший вес планера и меньшее сопротивление (при большой корневой хорде способность S-образного профиля к самостабилизации проявилась особенно отчётливо), однако меньшее плечо органов вертикального управления приводит к меньшей эффективности управления по каналу тангажа. Внедрение электродистанционных систем управления, а также систем управления вектором тяги позволяет нивелировать этот недостаток.
К представителям данной схемы можно отнести французские истребители и бомбардировщики «Дассо Мираж» — III/V, IV, 2000, израильские «Нешер» и «Кфир», советский Т-4, шведский Saab 35 Draken а также оба летавших сверхзвуковых пассажирских самолёта — Ту-144 и Конкорд.

## Разновидности
- Бесхвостка с фюзеляжем, укороченным до длины, приблизительно равной корневой хорде крыла, называется летающим крылом.
- Современные сверхзвуковые бесхвостки имеют дополнительные плоскости впереди крыла, подобно схеме «утка», однако используют их не для управления по тангажу, а для балансировки на сверхзвуковых скоростях, уменьшения посадочного угла атаки и для создания вихревой пелены для основного крыла.

## Галерея

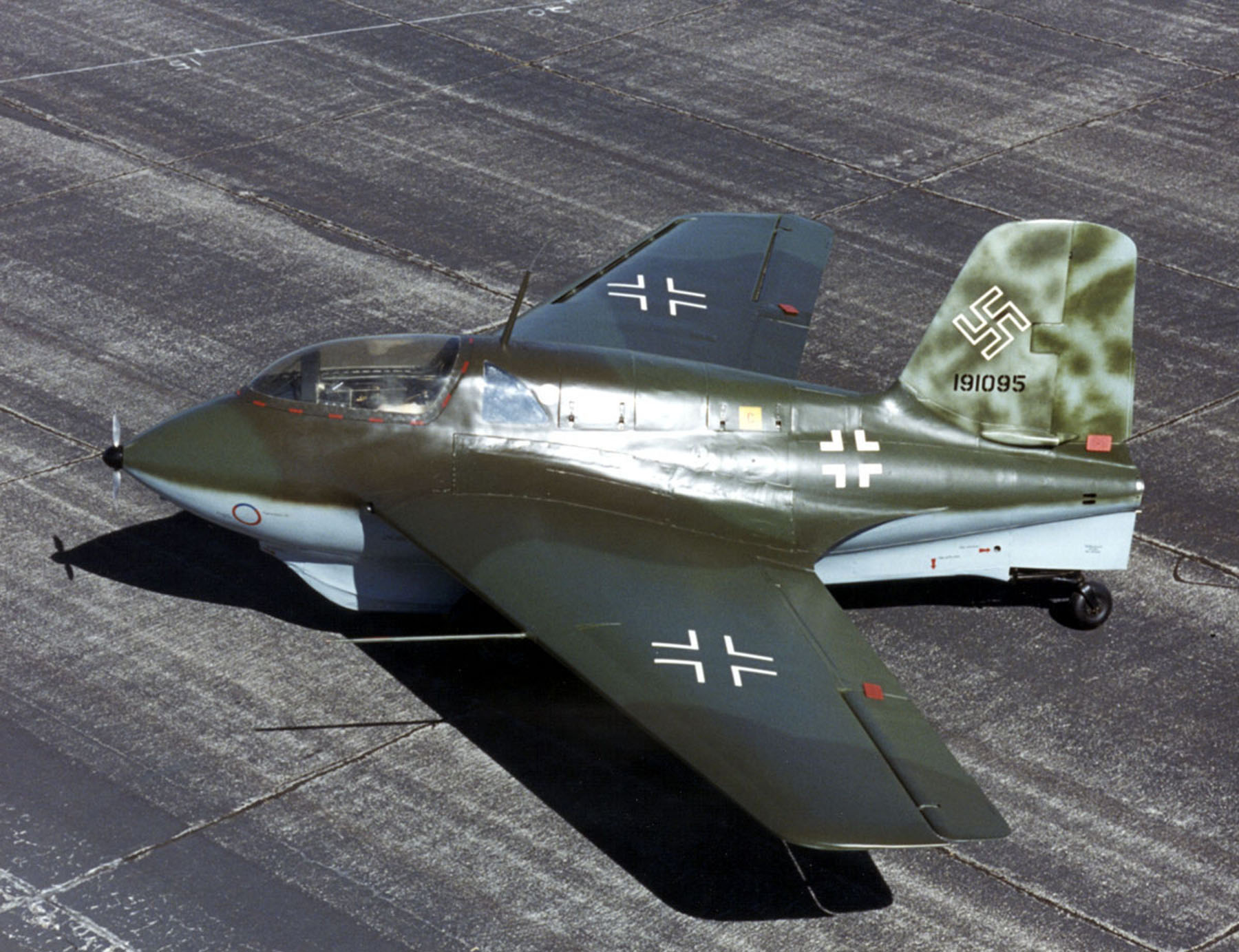
Me.163 - первая массовая «бесхвостка».
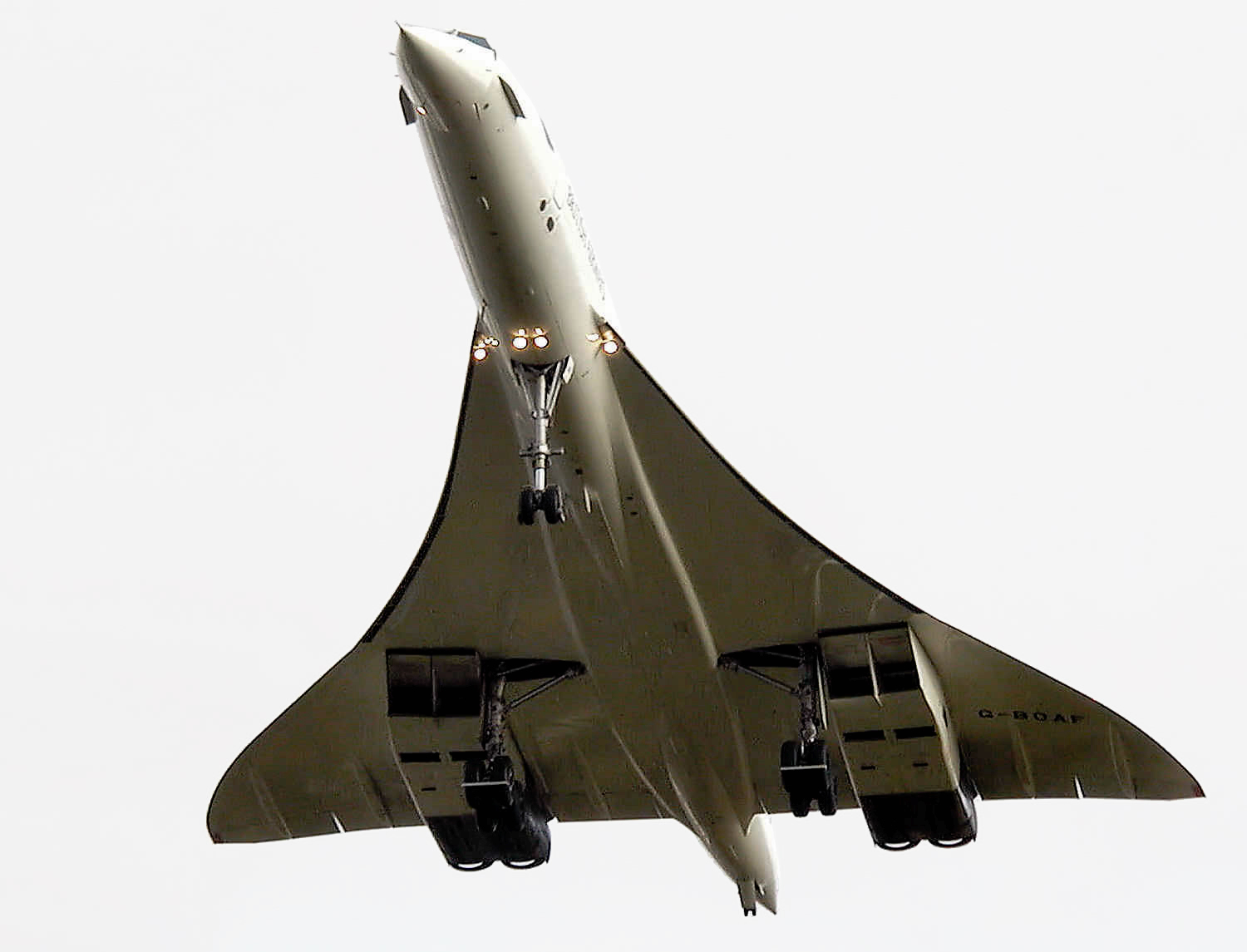
Concorde. Схема «бесхвостка» наиболее выгодна для сверхзвуковых пассажирских самолётов.
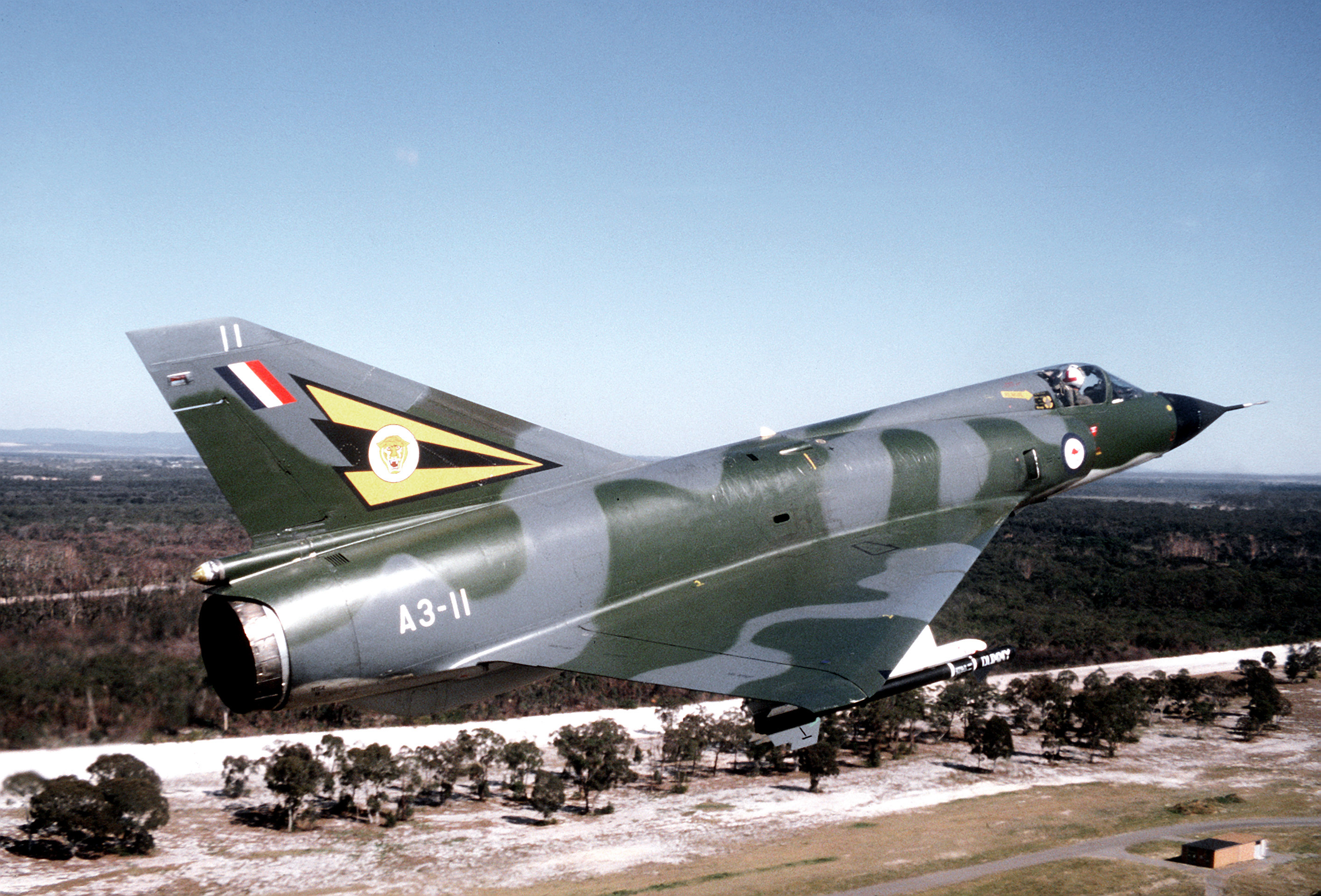
Mirage III. С появлением сверхзвуковых самолётов и треугольных крыльев схема «бесхвостка» стала популярна.
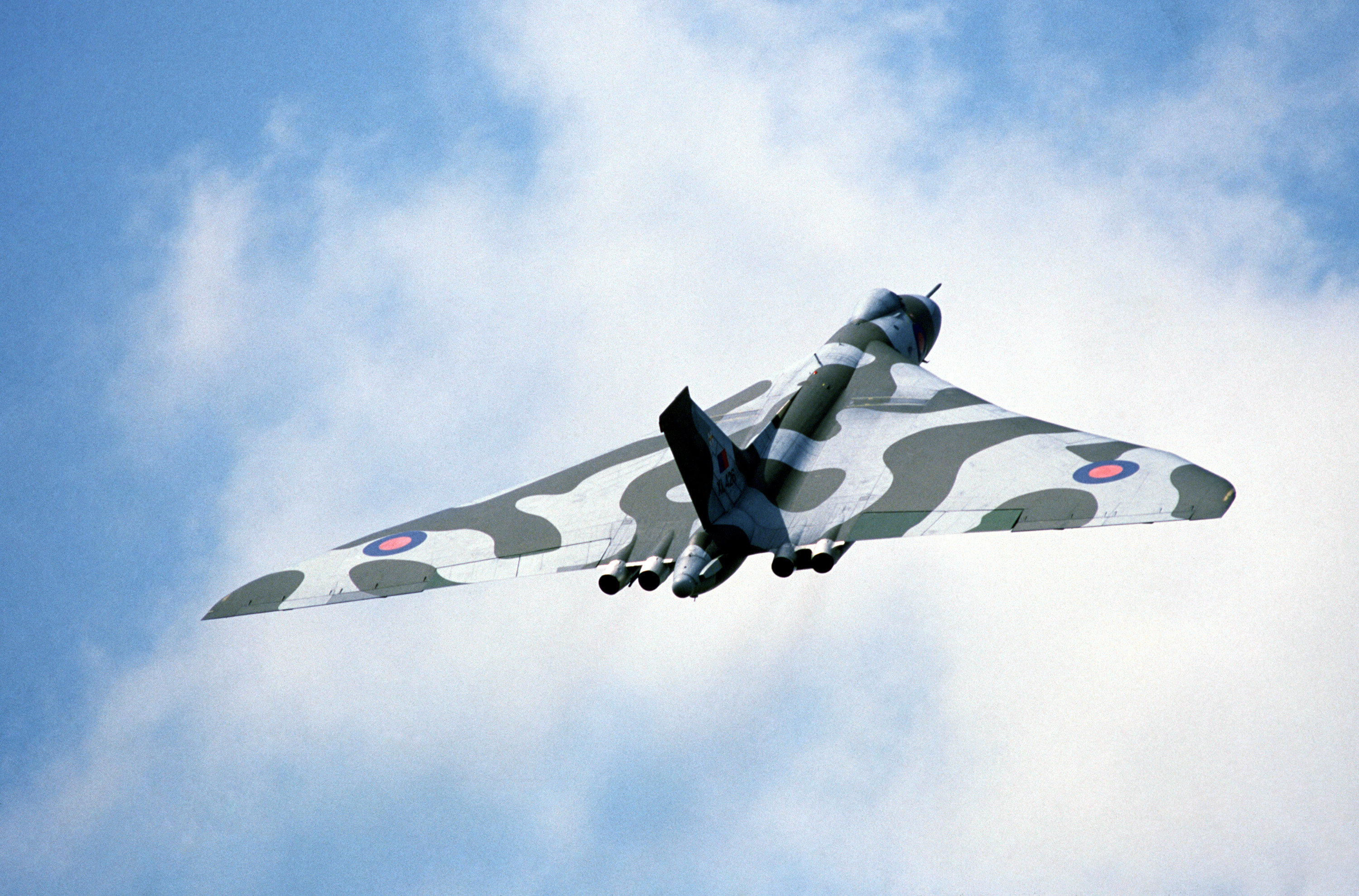
Vulcan. При хорде крыла, равной длине фюзеляжа, «бесхвостка» называется «летающим крылом».